# Và mẹ sẽ tha thứ cho tôi
Và mẹ sẽ tha thứ cho tôi (tiếng Nga: И мама меня простит) là một bộ phim hoạt hình thuộc dạng thử nghiệm trên chất liệu sơn dầu của đạo diễn Anatoly Petrov, ra mắt lần đầu năm 1975.

## Nội dung
Truyện phim dựa theo bài thơ Cơn giận dữ (Обида) của Emma Moshkovskaya.

## Ê-kíp
- Chỉ đạo nghệ thuật: B.Gilyarova
- Họa sĩ: Olga Bogolyubova, Yelena Bogolyubova
- Âm thanh: Vladimir Kutuzov